# Distrito de Grand'Anse (Mahe)
Grand'Anse es uno de los 25 distritos administrativos de Seychelles. Está ubicado en la costa del oeste de la isla principal, Mahé más precisamente en el centro de la misma. Con una superficie de quince kilómetros cuadrados, es el distrito más extenso en la isla Mahé, seguido por el distrito de Takamaka, que con sus catorce kilómetros cuadrados ocupa el segundo lugar. El censo realizado por el gobierno de Seychelles en el año 2002 le atribuye a este distrito administrativo una población con una cifra de más de 2600 habitantes.
- Datos: Q3241690